# Edward Estlin Cummings
Edward Estlin Cummings, più noto come e.e. cummings (Cambridge, 14 ottobre 1894 – North Conway, 3 settembre 1962), è stato un poeta, pittore, illustratore, drammaturgo, scrittore e saggista statunitense.
Cummings è considerato uno dei maggiori intellettuali e poeti statunitensi del XX secolo.
Compiuti gli studi ad Harvard, prestò servizio d'ambulanza sul fronte francese durante la prima guerra mondiale. Accusato ingiustamente di spionaggio, fu internato a La Ferté-Macé; da questa esperienza egli trasse ispirazione per La stanza enorme (in inglese Enormous Room, 1922), libro polemico e allo stesso tempo patetico e divertente.
Cummings è celebre per il suo uso poco ortodosso delle maiuscole e delle regole della punteggiatura, e per il fatto di servirsi delle convenzioni sintattiche in modo avanguardista e innovativo. Nei suoi scritti si trovano segni di punteggiatura inaspettati ed apparentemente fuori posto che interrompono frasi intere o perfino singole parole. Molte delle sue poesie, per via dell'accurata disposizione grafica dei versi, sono più facilmente comprensibili sulla pagina scritta, rispetto alla lettura ad alta voce.
Tra le sue opere principali: Tulipani e camini (1923), XLI Poesie (1925), Poesie 1923-1954 (1954).

## Biografia
Edward Estlin Cummings (anche e. e. cummings, secondo la sua abitudine di firmarsi in minuscolo) nacque il 14 ottobre 1894 a Cambridge in Massachusetts da Edward e Rebecca Haswell Clarke Cummings. Il padre, Edward, era un professore di sociologia e scienze politiche all'Università di Harvard. Padre e figlio hanno avuto un rapporto molto stretto tanto che il genitore lo ha sempre calorosamente incoraggiato a scrivere.
La prima prova poetica di Estlin risalirebbe a soli tre anni; si tratta di una poesia intitolata "Oh little birdie oh oh oh, With your toe toe toe." Quando aveva sei anni, nacque sua sorella Elizabeth.
Frequentò la Cambridge Latin High School. I suoi primi racconti e poesie trovarono spazio nel giornale scolastico, Cambridge Review. Dal 1911 al 1916 fu studente alla Harvard University. Qui ricevette il B. A. nel 1915 e nel 1916 conseguì l'M. A. cum laude, cioè la laurea, (letteralmente, Magister Artium) in inglese e studi classici, discutendo una tesi dal titolo La Nuova Arte. Diverse poesie di E. E. Cummings furono pubblicate a partire dal 1912 nell'Harvard Monthly. Cummings stesso fu redattore del giornale universitario insieme ai compagni di studi Harvard Aesthetes, John Dos Passos, Foster Damon.
Fin da giovane E. E. Cummings si è dedicato allo studio del latino e del greco. La devozione per le lingue antiche è attestata dai titoli di diverse delle sue opere.
Durante il suo ultimo anno ad Harvard fu influenzato dalla scrittura di Gertrude Stein ed Ezra Pound. Le sue prime poesie pubblicate furono raccolte in un'opera uscita nel 1920, dal titolo Eight Harvard poets (Otto poeti di Harvard), scritta insieme a John Dos Passos.
Nel 1917, a causa della prima guerra mondiale, Cummings si arruolò nel Norton-Harjes Ambulance Corps. Tuttavia un errore amministrativo gli impedì di prendere servizio per cinque settimane durante le quali stette a Parigi. Nacque in questa occasione un amore profondo per la città che lo avrebbe spinto a tornarci più volte nel corso della vita.
Proprio cinque settimane dopo, il 21 settembre 1917, lui e il suo amico William Slater Brown furono arrestati perché sospettati di spionaggio. L'accusa si basava sulle opinioni giudicate contrarie alla guerra che i due avevano espresso apertamente e su delle lettere, definite "very bad letters" ("lettere molto brutte"), che William aveva scritto e che erano state intercettate da una censura fin troppo zelante.
Furono così inviati al campo di detenzione di La Ferté-Macé, nell'Orne, in Normandia, dove restarono per circa tre mesi.
Il suo amico lasciò il campo per la prigione di Précigne intorno a novembre, dopo l'arrivo della commissione che ogni tre mesi veniva istituita per giudicare i prigionieri, mentre Cummings dovette aspettare fino al 21 dicembre, quando ricevette il permesso di rimpatrio negli Stati Uniti. A questa soluzione si arrivò dopo i diversi interventi e sollecitazioni da parte del padre indirizzati anche alle istituzioni. Cummings padre, in una toccante lettera di grande umanità, si rivolse anche a Woodrow Wilson per sensibilizzare la presidenza sul caso del figlio e di quanti cittadini americani si trovavano allora coinvolti in simili incresciose situazioni. Tuttavia, la risposta tardò molto e questo, insieme alla preoccupazione che la lettera fosse andata smarrita, aumentò la tensione nei due genitori in attesa di notizie del figlio.
Riportiamo un passo dell'accorato appello di Cummings padre che rende conto del logoramento e dell'ansia provata dai genitori che avevano i figli in guerra: “Le madri dei nostri ragazzi in Francia hanno diritti tanto quanto i nostri stessi ragazzi. La mamma del mio ragazzo aveva il diritto di essere protetta dalle orribili settimane di ansia e incertezza causate dall'inspiegabile arresto e imprigionamento del figlio. La mamma del mio ragazzo e tutte le madri americane hanno il diritto di essere protette contro ogni ansia e dolore inutile”.
E. E. Cummings rientrò negli Stati Uniti nel capodanno del 1918. Più tardi fu richiamato nell'esercito americano. Prestò servizio nella XII Divisione di Camp Devens, Massachusetts, fino al novembre 1918.
Tornò a Parigi nel 1921 dove rimase per due anni fino al rientro a New York. Tra il 1920 e il 1930 ha viaggiato in Europa, incontrando tra gli altri, Pablo Picasso. Nel 1931 Cummings ha viaggiato in Unione Sovietica, raccontando la sua esperienza nel suo secondo romanzo, Eimi (1933).
Durante questi stessi anni ha viaggiato anche in Nord Africa e Messico e ha lavorato come scrittore e ritrattista per Vanity Fair (1924-1927).
I manoscritti di E. E. Cummings sono conservati all'Harry Ransom Center dell'Università di Austin in Texas.

### L'incidente e la svolta
Nella poesia my father moved through dooms of love (mio padre si è mosso attraverso destini d'amore), rende omaggio alla memoria del padre che rimase ucciso nel 1925 in un incidente d'auto, al quale la madre, pur seriamente ferita, riuscì invece a sopravvivere. Nelle sue non-lectures di Harvard (1952-1953) Estlin Cummings dette il seguente resoconto dell'accaduto:
"Una locomotiva tagliò in due la macchina. Quando i due macchinisti saltarono dal treno fermo, videro una donna – stordita ma in posizione eretta - che stava dietro una macchina mutilata; con il sangue che usciva (come il più anziano mi riferì) dalla sua testa. Una delle sue mani (aggiunse il più giovane) continuava a tastare il suo vestito, come se cercasse di capire perché fosse umido. Questi uomini presero la mia anziana madre di sessantasei anni per le braccia e cercarono di guidarla verso una vicina fattoria; ma lei si divincolò da loro, camminò dritta fino al corpo di mio padre, e ordinò a un gruppo di spaventati spettatori di coprirlo. Quando questo fu fatto (e soltanto allora) lasciò che la portassero via."
La morte di suo padre ebbe un profondo impatto su Estlin e il suo lavoro conobbe una nuova fase creativa.
Cummings iniziò infatti a focalizzarsi nella sua poesia sugli aspetti più importanti del vivere.
Questa svolta artistica si inaugurò proprio con il testo, di cui abbiamo detto, che è una sorta di ritratto-ricordo di un padre che era stato anche guida nel sapere e maestro di vita.

### Gli ultimi anni

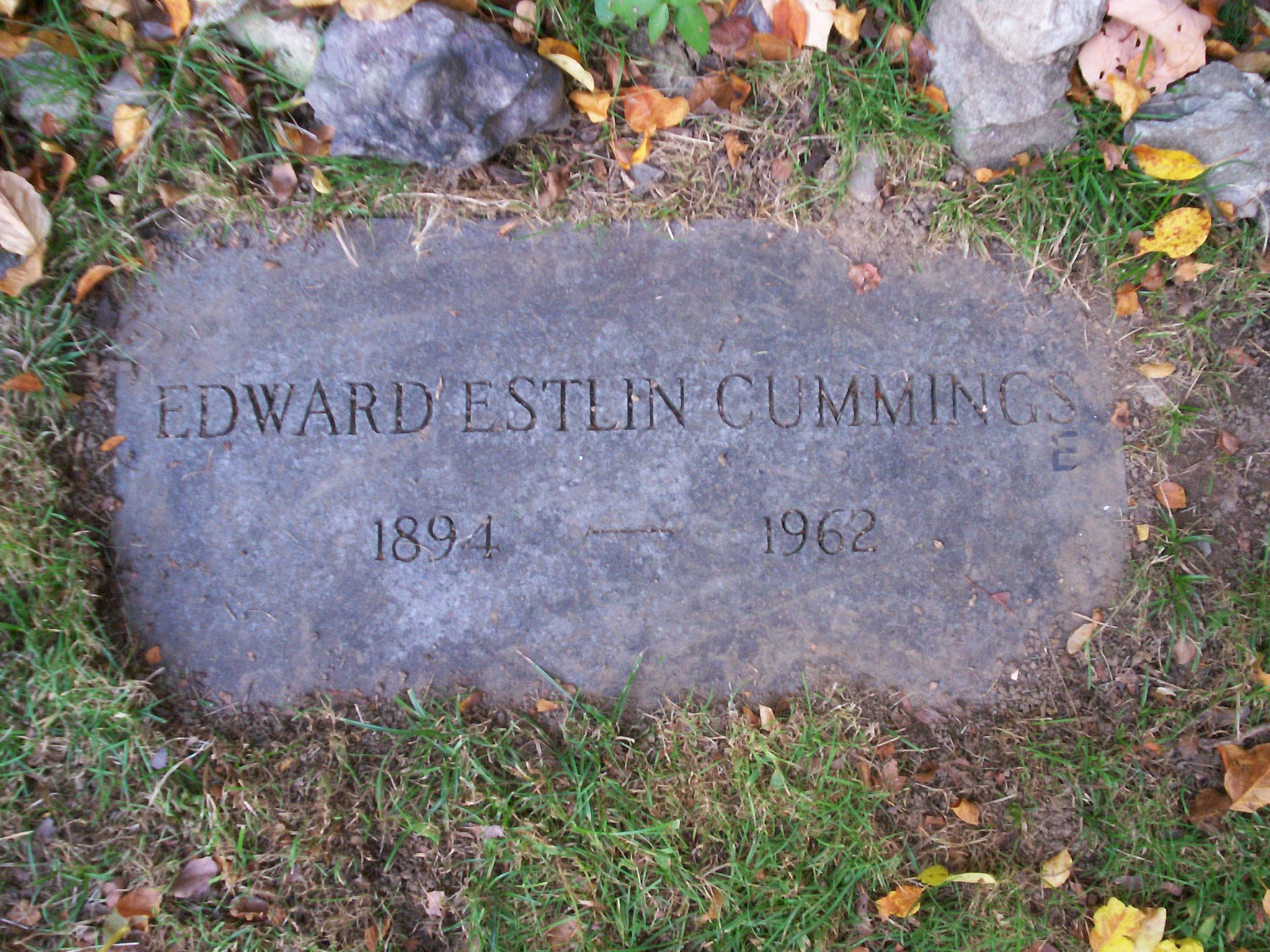
il sepolcro di Cummings a Forest Hills

E. C. ha vissuto dal settembre del 1924 fino alla sua morte al Greenwich Village insieme alla sua terza compagna, Marion Morehouse, fotografa e modella, conosciuta nel 1932.
Nel 1952 la sua alma mater, Harvard, assegnò a Cummings un posto come professore onorario. Le Letture su Charles Eliot Norton che dette tra il 1952 e il 1955 furono raccolte più tardi in i: six nonlectures.
Cummings ha speso l'ultima decade della sua vita viaggiando, assumendo incarichi di lettore, e trascorrendo il tempo nella sua residenza estiva di Joy Farm, sul Silver Lake in New Hampshire.
Morì il 3 settembre 1962 all'età di 67 anni a North Conway in New Hampshire, a causa di un arresto cardiaco. I suoi resti cremati riposano nel Lotto 748 Althaea Path, sezione 6, nel cimitero di Forest Hills a Boston.

## Poetica
Nonostante la vicinanza di Cummings agli stili d'avanguardia, molto del suo lavoro rientra nella tradizione.
Molte delle sue poesie infatti sono sonetti. La poesia di Cummings spesso sviluppa i temi dell'amore e della natura, così come il rapporto tra l'individuo e le masse. Nei suoi componimenti s'incontra pure una dose abbondante di ironia e satira.
Mentre formalmente e dal punto di vista delle scelte tematiche la sua poesia s'inserisce nella tradizione romantica, il lavoro di Cummings dimostra universalmente una particolare idiosincrasia per quel che riguarda la struttura sintattica.
E. C. è stato influenzato sia dai modernisti, sia dagli "esperimenti imagisti" di Amy Lowell. In seguito, le sue visite a Parigi lo esposero al Dadaismo e al Surrealismo, che a turno entrarono nel suo lavoro.
Mentre alcuni dei suoi componimenti sono basati sul verso libero, molti altri hanno una struttura di quattordici versi riconducibile al sonetto, con un intricato schema rimico. Come Ezra Pound, anche Cummings considera la composizione scritta uno strumento pittografico, tanto che nel suo caso l'uso delle maiuscole, i segni di punteggiatura, le frequenti spezzature di verso, dove l'impiego dell'enjambement è forzato al massimo, costituiscono all'occhio del lettore altrettante segnature ritmiche, attraverso cui il testo può essere immediatamente interpretato e compreso a livello visivo. Per questo alto grado di visualizzazione la poesia di Cummings è detta anche poem-picture.
La rottura sintattica e l'originalità nella combinazione delle parole gli derivarono dalla lettura all'inizio del secolo di Gertrude Stein, Robert Walser e Franz Kafka.
C'è inoltre in E. C. una continua tensione all'innovazione linguistica espressa attraverso il gioco di parole e l'invenzione di neologismi, generalmente formati attraverso la fusione di diversi elementi grammaticali: avverbi, preposizioni, sostantivi, nomi propri.
Interessante è anche l'intreccio tra quotidianità e mito, caratteristica che rimanda pure alla poetica poundiana.
Sebbene l'opera di E. C. non conosca gli esiti di eclettismo e mescolanza concettuale propri della poesia di E. P. vi è in ogni caso un rimando costante alle atmosfere del mito e del paganesimo greco, vissuti e interpretati come simboli di innocenza e incontaminata sensibilità. Si pensi al Balloonman, protagonista dell'incantesimo primaverile di in-Just, che si sovrappone alla figura di Pan.
Dall'introduzione a Is 5, 1926: “Se un poeta è qualcuno, è qualcuno cui importa cordialmente poco delle cose fatte – è qualcuno ossessionato dall'idea del Fare. Come tutte le ossessioni, quella del Fare ha i suoi svantaggi; per esempio, il mio solo interesse a far quattrini sarebbe di farli. Per fortuna però preferirei fare qualsiasi altra cosa, incluso locomotive e rose. Le mie “poesie” si misurano con rose e locomotive (per non parlare di acrobati Primavera elettricità Coney Island il 4 luglio gli occhi dei topi e le Cascate del Niagara)”.
Il talento di Cummings si estende ai libri, racconti e disegni per bambini. Un interessante esempio della sua versatilità è un'introduzione scritta per la striscia comica Krazy Kat del fumettista George Herriman.

### Lingua viva e sperimentalismo
Cummings concepisce la necessità di un dinamismo nell'arte, secondo cui la poesia è un corpo in movimento, i cui temi e figure metriche e stilistiche sono dotati di vita propria, e la forma e il contenuto fusi come fossero una creatura unica.
E. C., nel corso della sua elaborazione, tende a realizzare una sempre maggiore densità semantica, costringendo la parola a rivelarsi in una pluralità di significati, suscitando il più alto numero di nessi e giochi linguistici.
Cummings parla anche di un ciclo vitale della lingua secondo cui questa nasce in poesia e muore nell'uso che se ne fa per esprimere gli aspetti di una cultura ritenuta morta ovvero patriottica, politica, commerciale (ad es. parole d'ordine politiche, slogan pubblicitari, luoghi comuni).
Si tratta di una formulazione condivisa nello stesso periodo e in termini piuttosto simili da Wittgenstein e ripresa da W. H. Auden nel 1967.

### Le lettere, Ezra Pound e Mary de Rachewiltz
Quando Cummings ha cominciato le non-lectures di Harvard, ha citato un passo tratto dalle Lettere a un Giovane Poeta di Rainer Maria Rilke in cui si parla dell'infinita solitudine in cui nascono e si esprimono le opere d'arte e della conseguente necessità, per poterle avvicinare, di un atto d'amore.
Il poeta lavora in silenzio e solitudine, qualcosa che è sempre più difficile in un'epoca di suono che sovrasta l'individuo ed "esclude il momento presente", l'unico in cui il poeta vive. Difficile dunque, fa notare Cummings, essere se stessi, ciò che massimamente si richiede al poeta, in un periodo storico all'insegna di personalità interscambiabili.
Quel che fa nascere l'arte è l'intensità. Il vivere pienamente le proprie sensazioni e l'atto di condividerle con chi è in grado di viverle altrettanto intensamente, costituisce per E. C. l'optimum in cui si manifesta la creatività del poeta.
Le lettere indirizzate da Cummings agli amici (Sibley Watson, Hildegarde Watson, William Carlos Williams, Charleen Swanzey, William Slater Brown, Ezra Pound, Mary de Rachewiltz) sono la testimonianza di un sodalizio letterario in fermento continuo, stimolato dalla frequentazione e da un intenso scambio di idee. Si tratta di resoconti asciutti e ironici, che nel complesso potrebbero costituire un romanzo epistolare, in cui lo stile cummingsiano giocato sulle accumulazioni verbali e tematiche descrive l'intimità quotidiana del poeta, creando anche l'occasione per il recupero dei ricordi.
La corrispondenza con Ezra Pound in particolare e la figlia di questi, Mary de Rachewiltz, documenta una lunga e profonda amicizia che si esprime nella condivisione di progetti di scrittura, viaggi e impressioni sul mondo. Ezra Pound è un affiatato compagno d'ispirazione con cui l'intesa non è mai venuta meno.
Quanto a Mary è interessante notare il tono confidenziale con cui E. C. commenta il lavoro di traduzione delle sue opere e come questa spontanea affettività si estende alla evocazione dei racconti di vita e agli aneddoti della gioventù trascorsa dal poeta a Boston (lettera del 19 febbraio 1962).

## Scrittura

### La stanza enorme
La stanza enorme è un romanzo autobiografico sull'esperienza dei tre mesi di detenzione vissuti dall'autore a La Ferté-Macé. Articolato in tredici capitoli, per lo più dedicati al ritratto degli uomini e delle donne con cui si è trovato a vivere questa situazione, l'opera si delinea come un'irriverente e disincantata denuncia degli eccessi che possono produrre l'applicazione delle regole e il rigore burocratico. Ne risulta una espressiva galleria di bozzetti che conservano memoria di comportamenti e fatti di cui diversamente non avremmo mai avuto notizia. Questo lavoro quindi oltre ad essere un'opera di creatività letteraria si pone anche come documento storico e antropologico di estremo interesse.
Si tratta di un resoconto della vita nei campi di prigionia nella prima guerra mondiale, un tema che ai lettori contemporanei appare ancor più denso di richiami, alla luce del dramma che è venuto consumandosi nei campi di lavoro e tortura (lager) della seconda guerra mondiale.
E. C. conduce un'acuta indagine psicologica dei personaggi e degli ambienti in cui si trovano. Il rilievo dato all'individualismo è teso ad esplorare l'umanità delle persone, mostrando come spesso il pregiudizio e l'aggressione che questo produce, comportino una visione falsata di chi incontriamo e dunque della realtà.
La convivenza forzata nella prigione rivela un quadro vario e toccante di come, in una condizione di disagio e privazione, i rapporti umani possano essere sinceri e rafforzarsi.

### Un dialogo immaginario
E. E. Cummings così commenta La stanza enorme e il suo secondo romanzo Eimi (dal greco, prima persona singolare del presente del verbo essere "io sono"):
"Quando fu pubblicato La stanza enorme, alcuni si aspettavano un libro di guerra; furono delusi. Quando fu pubblicato Eimi, alcuni volevano un'altra Stanza Enorme; furono delusi."
"La stanza enorme non tratta veramente di guerra?"
"Si serve della guerra per esplorare un'inconcepibile immensità che è tanto incredibilmente lontana da apparire microscopica."
"Quando scrisse questo libro, osservò qualcosa di molto grande e di molto lontano attraverso la guerra?"
"Questo libro si scrisse da solo, osservai una parte trascurabile di qualcosa incredibilmente più lontana di qualsiasi sole; qualcosa di più inconcepibilmente enorme del più prodigioso fra tutti gli universi."
"Cioè?"
"L'individuo...
"Eimi è ancora una volta l'individuo; un individuo più complesso, una stanza più enorme."

## Commedia
Durante la sua vita, Cummings ha pubblicato quattro commedie: HIM (1927), Anthropos: o, il Futuro dell'Arte (1930), Tom: un Balletto (1935) e Santa Claus: una Moralità (1946).
HIM, una commedia in tre atti, fu prodotta nel 1928 dai Provincetown Players a New York e diretta da James Light. I personaggi principali sono Him, uno scrittore di commedie, e Me, la sua ragazza.
Così Cummings commentò il suo lavoro: "non cercate di capirlo, lasciate che sia lui a capire voi."
Anthropos, dal greco "uomo", nel senso di "genere umano", è un lavoro in un unico atto attraverso il quale Cummings ha contribuito a sviluppare delle riflessioni in ambito antropologico. La commedia consiste in un dialogo tra un Uomo e tre cosiddetti "subumani", cioè delle creature ritenute inferiori.
Tom, A Ballet è un balletto basato sulla Capanna dello Zio Tom. Il balletto si sviluppa in quattro episodi che furono pubblicati da Cummings nel 1935. Non è mai stata rappresentata.
Santa Claus è stata probabilmente la commedia di maggior successo di Cummings. Si tratta di una allegoria del capitalismo rappresentata in un unico atto di cinque scene. La commedia fu ispirata da sua figlia Nancy, con cui il poeta si riunì nel 1946, dopo un lungo periodo di separazione. Fu pubblicata per la prima volta nell'Harvard College magazine, il Wake. I personaggi principali sono Santa Claus, la sua famiglia (una donna e un bambino), la Morte e la Folla. All'inizio della commedia, la famiglia di Santa Claus risulta disgregata a causa del desiderio di conoscenza (il sapere scientifico declinato nel materialismo cui è indirizzata la critica di Cummings). Dopo una serie di eventi, comunque, la fede di Santa Claus nell'amore e il suo rifiuto di un mondo materialista e della delusione che ne deriva vengono riaffermati, e la famiglia è finalmente riunita.

## Cummings e la scienza
Tra gli altri temi, nella poesia Space being (don't forget to remember) curved, E.C. rileva il contrasto tra lo scopo della scienza di comprendere l'universo e le applicazioni tecnologiche, tendenzialmente distruttive, confinate alla ristrettezza del mondo umano e dei suoi conflitti. In essa è attestato l'interesse acuto per la fisica da parte del poeta. Pubblicato nella raccolta ViVa nel 1931, quando soltanto pochi specialisti conoscevano le teorie di Einstein, si tratta di un testo quasi visionario per quel che riguarda la percezione delle dimensioni e della cooperazione dello spazio-tempo.
Nel modello quadridimensionale dello spazio-tempo lo spazio che costituisce l'universo risulta curvo o distorto dalla forza esercitata dalla massa degli oggetti che vi si trovano. Nelle quattro dimensioni einsteniane dove anche la distanza è misurata in anni-luce, la luce che attraversa l'universo è, anche se lievemente, inclinata dalla spinta gravitazionale di stelle e buchi neri.
Il componimento di E. C. è una sorta di palìntonos armonìa (armonia di tensioni contrarie) e vuole suggerire, attraverso l'introduzione di contrastanti punti di vista, una sorta di curvatura dello spazio delle idee. Questi campi di forze opposte si misurano fin dall'inizio del componimento (cf. i due incisi tra parentesi). La seconda, per così dire, digressione è la parafrasi dell'inizio del poema di Robert Frost (Mending Wall, 1914). Questa allusione poetica corrobora il riferimento scientifico iniziale di Cummings. Nel poema di Frost le forze di gravità e di entropia (descritte attraverso il secondo principio di termodinamica secondo cui la fine di tutte le cose è il decadimento, o per usare un'espressione di W. B. Yeats, "le cose si disgregano", "things fall apart") minano la stabilità di un muro di pietra, una linea dritta, se si vuole, disegnata attraverso la sottile curvatura del mondo: le rocce continuano a cadere. Sappiamo inoltre dalla prima stanza di Cummings che lo spazio è curvo e che l'universo cui dà vita il suo poema è terribilmente complesso, in tensione con se stesso, composto tanto di scienza quanto di arte, serio e altrettanto intriso di satira. Le posizioni scivolano. Le voci si intromettono e insegnano allo stesso tempo.

Alla seconda legge di termodinamica si riferisce anche un professore di chimica della Johns Hopkins University, Donald Hatch Andrews, autore di una recensione al volume XAIPE (1950).
Questi sostiene che in futuro il nostro secolo non verrà ricordato per la fissione nucleare quanto piuttosto per aver dato la prima esatta formulazione dei principi di comunicazione. In termini matematici lo scambio di comunicazione tra esseri umani, macchine e atomi si esprime nella seconda legge di termodinamica e nei concetti di entropia.
In ambito linguistico l'opera di Cummings si pone come innovazione nell'arte di comunicare e dunque, secondo il parere di Andrews, non solo ha valore poetico ma come contributo alla definizione di un modello per migliorare le possibilità di comunicare degli esseri umani.
Per le considerazioni di Cummings sulla scienza è interessante la lettera dell'1/2/1935 scritta a Ezra Pound. Il poeta descrive un tronco sezionato al museo di storia naturale di N. Y. City: "Alla scienza sai, non è mai piaciuto ciò che è vivo, di qui le mitragliatrici. [....] Inoltre, ciò che vive ha l'abitudine di crescere in modo del tutto a-scientifico. Le salme (dovutamente curate) non crescono, quindi anatomia. [....] Alla scienza, come noi due ben sappiamo, importa ciò che mio padre.....descrisse come Un Giardino pensile Spirituale."

## Cummings e la politica
Repubblicano durante tutta la sua vita, egli era un ammiratore del politico Jospeh McCarthy.

## Premi
Nel corso della vita Cummings ha ricevuto numerosi premi in riconoscimento del suo lavoro creativo, tra cui:
- Dial Award (1925)
- Associazione Guggenheim (1933)
- Shelley Memorial Award per la poesia (1944)
- Harriet Monroe Prize (1950)
- Associazione dell'Accademia americana dei poeti (1950)
- Associazione Guggenheim (1951)
- Charles Eliot Norton, Associazione dei professori di Harvard (1952-1953)
- Menzione speciale dal Premio Nazionale del libro per "Poems, 1923-1954" uscito nel 1957
- Bollingen Prize (1958)
- Boston Arts Festival Award (1957)
- Premio Fondazione Ford (1959)

## Cummings nella cultura di massa
I testi di E. Cummings hanno ispirato diversi artisti e sono stati ripresi sia in ambito musicale che cinematografico.
Su testi di sue poesie sono basate canzoni della celebre artista Björk: da I Will Wade Out è tratta Sun in my Mouth contenuta nell'album Vespertine (2001), dall'omonima poesia Sonnets/Unrealities XI, contenuta nell'album Medúlla (2004). Una frase di "i carry your heart with me" viene usata come ritornello nella canzone "Ion Square" del gruppo inglese Bloc Party.
Anche Bob James ha scritto un pezzo basandosi su up in the silence the green silence voce di Hilary James.
Il CD è "Flesh and blood" che rappresenta l'esordio della figlia Hilary come cantante.
La poesia I carry your heart di Cummings è stata musicata da Michael Hedges. Il compositore statunitense Eric Whitacre ha scritto vari lavori corali su testi di Cummings, assai eseguiti. Tre poems di e. e. cummings costituiscono inoltre il materiale poetico esplorato in Circles (per voce, arpa e due percussionisti, 1960) di Luciano Berio.
John Cage ha scritto un brano per voce sola, Experience n.2, sul testo di It Is At Moments After I Have Dreamed. La cantautrice Debora Petrina ne ha fatto una rilettura per voce e piano preparato, dal titolo Roses of the Day, che le Edizioni Peters han pubblicato come brano co-firmato da Petrina, Cage e Cummings.
Un'altra sua celebre poesia il tuo cuore lo porto con me viene recitata nel film In her shoes da Cameron Diaz,che la dedica alla sorella nel giorno del suo matrimonio. Lo stesso testo è citato anche da Abbie Lockart,
la dottoressa di E.R. durante le promesse di matrimonio con il dottor Kovac e da Heath Ledger nel film Paradiso + Inferno.
La poesia "Somewhere" viene parzialmente letta in Hannah e le sue sorelle (1985) di Woody Allen.
Anche i Non voglio che Clara citano la poesia "Somewhere" nella canzone "Cary Grant", contenuta nell'album omonimo. Questa canzone cita anche Notorious di Alfred Hitchcock.
Nel film del 2010 "Charlie St. Cloud - Segui il tuo cuore" con Zac Efron vengono recitate due volte durante il film due frasi della poesia "Dive for Dreams": trust your heart / if the seas catch fire / (and live by love / though the stars walk backward) [Fidati del tuo cuore / se il mare prende fuoco / (e vivi per amore / anche se le stelle camminano all'indietro)]

Nel 2012 il gruppo californiano Tin Hat ha pubblicato il CD "The rain is a handsome animal" in cui sono musicate 17 poesie di Cummings.

## Opere selezionate
- 1917 Eight Harvard Poets
- 1922 The Enormous Room
- 1923 Tulips & Chimneys
- 1925 & (And)
- 1926 XLI Poems
- 1926 is 5
- 1927 Him
- 1928 Christmas Tree
- 1930 no title
- 1931 CIOPW (disegni e quadri)
- 1931 W (ViVa)
- 1933 The Red Front
- 1933 Eimi
- 1935 no thanks
- 1935 Tom (balletto-scenario)
- 1936 I/20 (One over Twenty)
- 1938 Collected Poems
- 1940 50 Poems
- 1944 IxI (One Times One)
- 1944 Anthropos - The Future of Art (teatro)
- 1946 Santa Claus - A Morality (teatro)
- 1949 Puella Mea
- 1950 XAIPE: seventy-one poems
- 1953 i: Six Nonlectures
- 1954 Poems 1923-1954
- 1965 E. E. Cummings: A Miscellany
- 1958 95 Poems
- 1959 100 Selected Poems
- 1960 Selected Poems: 1923-1958
- 1962 16 Poems Enfantins
- 1962 Fifty Photographs by Marion Morehouse Adventures in Value
- 1963 73 Poems
- 1965 Fairy Tales
- 1965 A Selection of Poems
- 1969 Selected Letters of E. E. Cummings
- 1984 Etcetera: Unpublished Poems